# Searsia (plant)
Searsia is een geslacht uit de pruikenboomfamilie (Anacardiaceae). De soorten uit het geslacht komen voor op het eiland Sicilië, in Afrika, van Syrië tot op het Arabisch schiereiland en van het Indisch subcontinent tot in Zuid-Centraal-China en Myanmar.

## Soorten
- Searsia acocksii (Moffett) Moffett
- Searsia acuminatissima (R.Fern. & A.Fern.) Moffett
- Searsia albida (Schousb.) Moffett
- Searsia albomarginata (Sond.) Moffett
- Searsia anchietae (Ficalho & Hiern) Moffett
- Searsia angolensis (Engl.) Moffett
- Searsia angustifolia (L.) F.A.Barkley
- Searsia arenaria (Engl.) Moffett
- Searsia aucheri (Boiss.) Moffett
- Searsia batophylla (Codd) Moffett
- Searsia blanda (Meikle) Moffett
- Searsia bolusii (Sond. ex Engl.) Moffett
- Searsia brenanii (Kokwaro) Moffett
- Searsia burchellii (Sond. ex Engl.) Moffett
- Searsia carnosula (Schönland) Moffett
- Searsia chirindensis (Baker f.) Moffett
- Searsia ciliata (Licht. ex Schult.) A.J.Mill.
- Searsia crenata (Thunb.) Moffett
- Searsia crenulata (A.Rich.) Moffett
- Searsia cuneifolia (L.f.) F.A.Barkley
- Searsia dentata (Thunb.) F.A.Barkley
- Searsia discolor (E.Mey. ex Sond.) Moffett
- Searsia dissecta (Thunb.) Moffett
- Searsia divaricata (Eckl. & Zeyh.) Moffett
- Searsia dracomontana (Moffett) Moffett
- Searsia dregeana (Sond.) Moffett
- Searsia dumetorum (Exell) Moffett
- Searsia engleri (Britten) Moffett
- Searsia erosa (Thunb.) Moffett
- Searsia fanshawei (R.Fern. & A.Fern.) Moffett
- Searsia fastigiata (Eckl. & Zeyh.) Moffett
- Searsia flexicaulis (Baker) Moffett
- Searsia gallagheri (Ghaz.) Moffett
- Searsia gerrardii (Engl.) Moffett
- Searsia glauca (Thunb.) Moffett
- Searsia glutinosa (Hochst. ex A.Rich.) Moffett
- Searsia gracilipes (Exell) Moffett
- Searsia gracillima (Engl.) Moffett
- Searsia grandidens (Harv. ex Engl.) Moffett
- Searsia grossireticulata (Van der Veken) Moffett
- Searsia gueinzii (Sond.) F.A.Barkley
- Searsia harveyi (Moffett) Moffett
- Searsia horrida (Eckl. & Zeyh.) Moffett
- Searsia humpatensis (Meikle) Moffett
- Searsia incisa (L.f.) F.A.Barkley
- Searsia keetii (Schönland) Moffett
- Searsia kirkii (Oliv.) Moffett
- Searsia krebsiana (C.Presl ex Engl.) Moffett
- Searsia kwangoensis (Van der Veken) Moffett
- Searsia kwazuluana (Moffett) Moffett
- Searsia laevigata (L.) F.A.Barkley
- Searsia lancea (L.f.) F.A.Barkley
- Searsia leptodictya (Diels) T.S.Yi, A.J.Mill. & J.Wen
- Searsia longipes (Engl.) Moffett
- Searsia longispina (Eckl. & Zeyh.) Moffett
- Searsia lucens (Hutch.) Moffett
- Searsia lucida (L.) F.A.Barkley
- Searsia magalismontana (Sond.) Moffett
- Searsia maricoana (Moffett) Moffett
- Searsia marlothii (Engl.) Moffett
- Searsia montana (Diels) Moffett
- Searsia monticola (Meikle) Moffett
- Searsia mysorensis (G.Don) Moffett
- Searsia natalensis (Bernh. ex C.Krauss) F.A.Barkley
- Searsia nebulosa (Schönland) Moffett
- Searsia nitida (Engl.) Moffett
- Searsia obtusata (Engl.) Moffett
- Searsia ochracea (Meikle) Moffett
- Searsia pallens (Eckl. & Zeyh.) Moffett
- Searsia paniculata (Wall. ex G.Don) Moffett
- Searsia parviflora (Roxb.) F.A.Barkley
- Searsia pendulina (Jacq.) Moffett
- Searsia pentaphylla (Jacq.) F.A.Barkley ex Moffett
- Searsia pentheri (Zahlbr.) Moffett
- Searsia pondoensis (Schönland) Moffett
- Searsia populifolia (E.Mey. ex Sond.) Moffett
- Searsia problematodes (Merxm. & Roessler) Moffett
- Searsia pterota (C.Presl) Moffett
- Searsia puccionii (Chiov.) Moffett
- Searsia pygmaea (Moffett) Moffett
- Searsia pyroides (Burch.) Moffett
- Searsia quartiniana (A.Rich.) A.J.Mill.
- Searsia refracta (Eckl. & Zeyh.) Moffett
- Searsia rehmanniana (Engl.) Moffett
- Searsia retinorrhoea (Steud. ex Oliv.) Moffett
- Searsia rigida (Mill.) F.A.Barkley
- Searsia rimosa (Eckl. & Zeyh.) Moffett
- Searsia rogersii (Schönland) Moffett
- Searsia rosmarinifolia (Vahl) F.A.Barkley
- Searsia rudatisii (Engl.) Moffett
- Searsia ruspolii (Engl.) Moffett
- Searsia scytophylla (Eckl. & Zeyh.) Moffett
- Searsia sekhukhuniensis (Moffett) Moffett
- Searsia somalensis (Engl.) Moffett
- Searsia squalida (Meikle) Moffett
- Searsia stenophylla (Eckl. & Zeyh.) Moffett
- Searsia tenuinervis (Engl.) Moffett
- Searsia tenuipes (R.Fern. & A.Fern.) Moffett
- Searsia thyrsiflora (Balf.f.) Moffett
- Searsia tomentosa (L.) F.A.Barkley
- Searsia transvaalensis (Engl.) Moffett
- Searsia tridactyla (Burch.) Moffett
- Searsia tripartita (Ucria) Moffett
- Searsia tumulicola (S.Moore) Moffett
- Searsia undulata (Jacq.) T.S.Yi, A.J.Mill. & J.Wen
- Searsia volkii (Suess.) Moffett
- Searsia wellmanii (Engl.) Moffett
- Searsia wildii (R.Fern. & A.Fern.) Moffett
- Searsia wilmsii (Diels) Moffett
- Searsia zeyheri (Sond.) Moffett

... · 
Anacardium · 
Bouea · 
Buchanania · 
Cotinus · 
Mangifera · 
Pistacia (Pistache) · 
Protorhus · 
Rhus · 
Schinus · 
Sclerocarya · 
Sorindeia · 
Spondias · 
Toxicodendron · 
...